# Paris Bordone
Paris Bordon ou Bordone (Treviso, 1500 - Veneza, 1571), foi um pintor do maneirismo italiano.
A formação cultural de Bordone ocorre em Veneza, por volta da década de 1520, em um ambiente subjugado pelas conjunções entre os tonalismos de Giorgione, de Giovanni Bellini e de Tiziano, em cujo ateliê desenvolve sua primeira atividade.
Não obstante o peso de tais referências, Bordon mostra-se um dos pintores mais atentos à evolução da maniera em Veneza, seja na utilização de um modelado progressivamente mais michelangiano, seja na utilização pioneira de arquiteturas cenográficas inspiradas em Sebastiano Serlio, como atesta a mais famosa de suas obras-primas da juventude, A Consignação do Anel ao Doge, da Galleria dell´Accademia de Veneza, de 1534-1535.
Na Descrizione dell´Opere di Tiziano (1568), Giorgio Vasari dedica um esboço biográfico a Bordone, a quem conheceu pessoalmente, registrando, entre suas obras de juventude, decorações a afresco de muitas fachadas de residências e inúmeros retratos que notabilizariam o artista ao longo de sua carreira (Retrato de Alvise Contarini). Após excursões a Vicenza e Treviso, Bordone consegue as primeiras grandes encomendas nas principais igrejas de Veneza, entre elas a Catedral de São Marcos.
Em 1538, transfere-se para a corte de Francisco I da França, ocasião na qual o artista se envereda por uma pintura de cunho estético mais erótico, possivelmente em virtude do contato com a cultura de Fontainebleau.
Já plenamente estabelecido, Bordone conquista uma clientela européia cada vez mais prestigiosa: pinta diversos retratos femininos da aristocracia francesa, obras de cunho religioso para Jean de Guise, cardeal de Lorena (Ecce Homo) e cenas mitológicas para o rei da Polônia, Sigismundo Augusto (Júpiter e Io).
Trabalha em seguida em Augsburgo para o cardeal da cidade e para os Függer, antes de se transferir para Milão e depois para a Espanha, a serviço do marquês de Astorga. Bordone passa seus últimos anos em Veneza, onde Vasari, que o visita em 1566, testemunha pessoalmente seu prestígio e prosperidade.

## Galeria de imagens

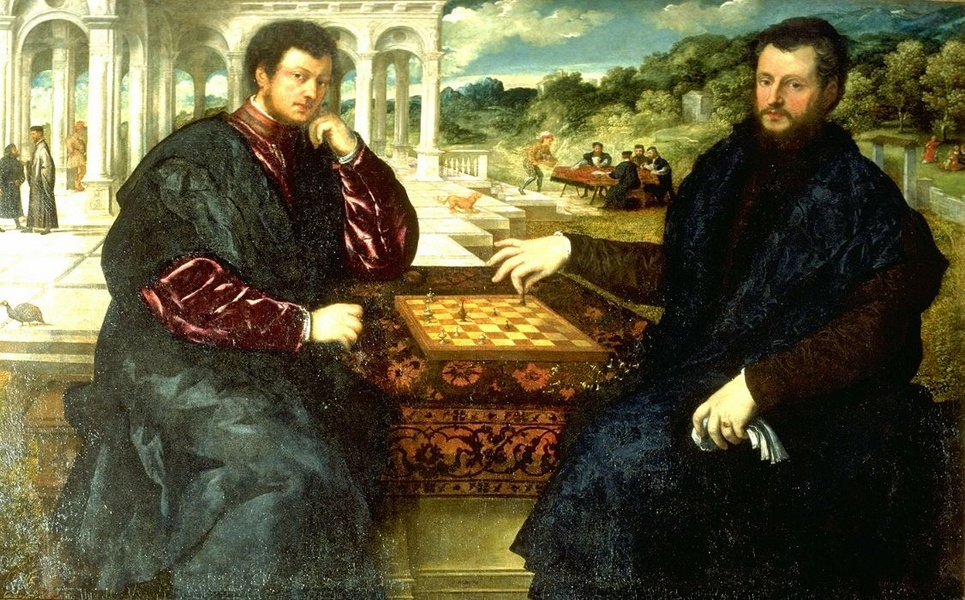
Jogadores de xadrez (c.1545)
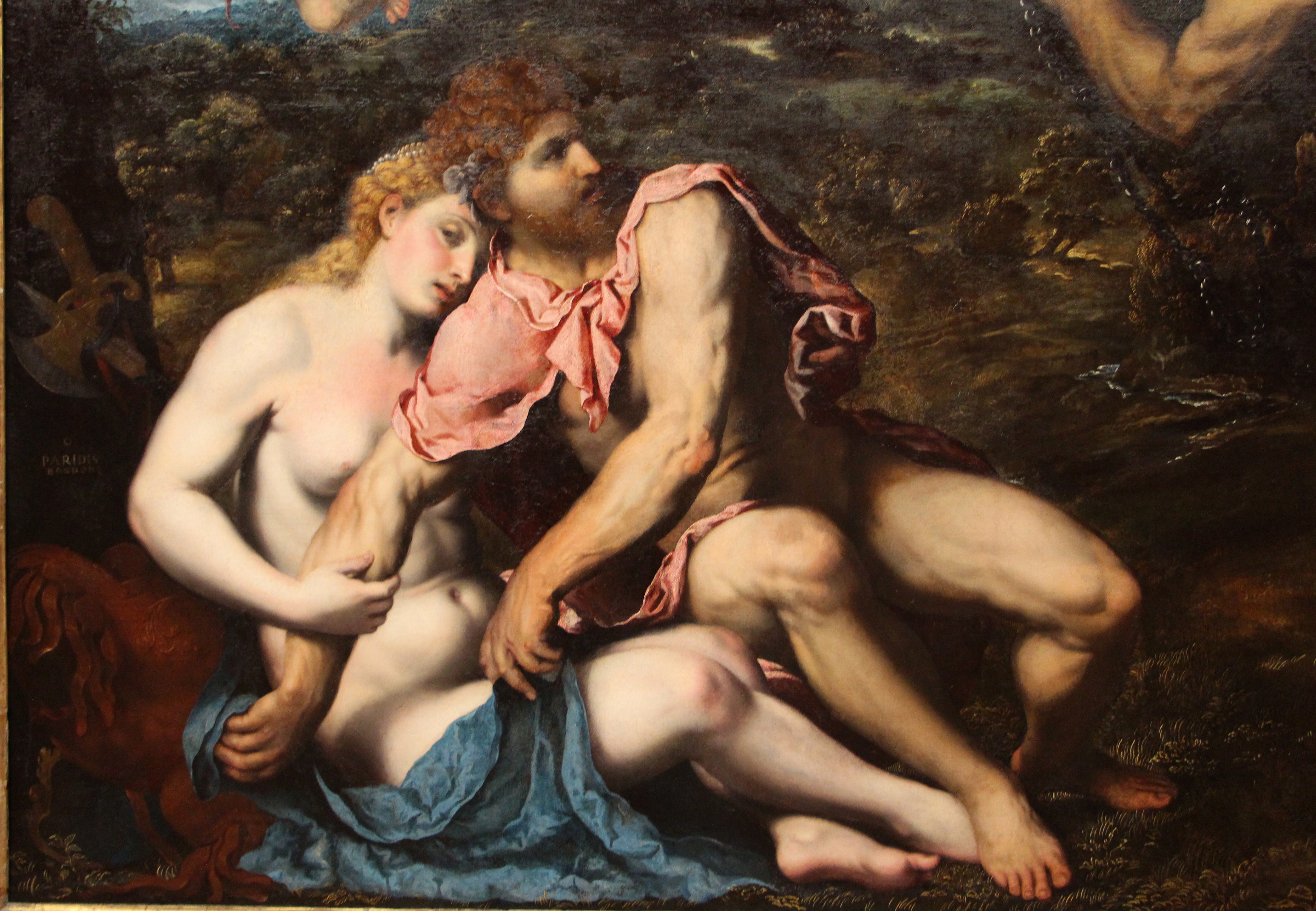
Marte e Vênus surpreendidos por Hefesto (c.1550).
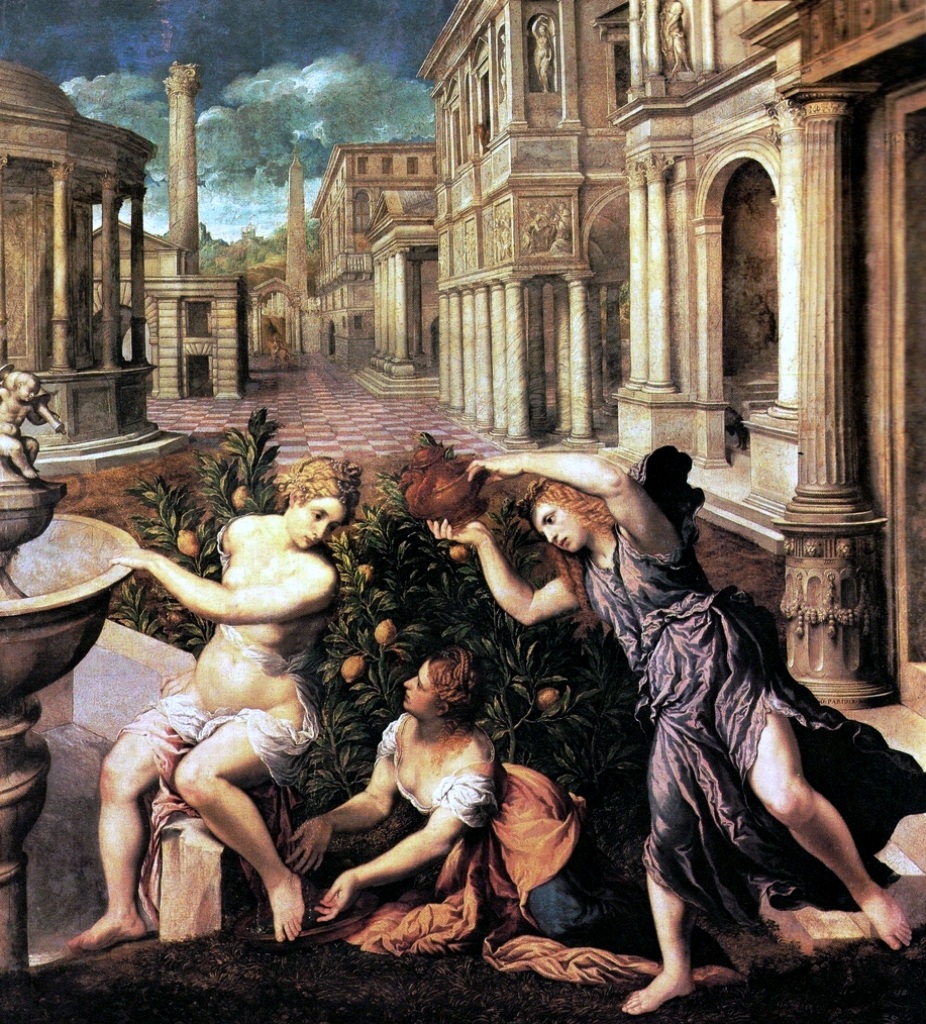
Betsabea al bagno con ancelle